# Westlicher Lunga
Der Westliche Lunga, auch West Lunga, ist ein Fluss in der Nordwestprovinz von Sambia.

## Verlauf
Er entspringt, nahe der Quelle des Sambesi, nördlich von Mwinilunga im Regenwaldgebiet des sambischen Zipfels in der Demokratischen Republik Kongo und mündet im West-Lunga-Nationalpark in den Kabompo. Der Westliche Lunga ist über 300 Kilometer lang, ist fischreich und gilt unter Anglern mit Blick auf den bis zu 15 kg schweren Tigersalmler als begehrtes Reiseziel.
Der Fluss Westlicher Lunga ist zu unterscheiden vom Fluss Lunga, der in den Kafue fließt.